# Championnat du Japon de football de deuxième division 2019
Navigation
J2 League 2018 J2 League 2020
Le Championnat du Japon de football de deuxième division 2019 est la 21e édition de la J2 League. Le championnat a débuté le 24 février 2019 et s'est achevé le 24 novembre 2019.
Les deux meilleurs du championnat et le vainqueur des play-offs sont promus en J.League 2020.

## Les clubs participants
Les équipes classées de la 3e à la 20e place de la J2 League 2018, les 17e et 18e de J.League 2018 et le champions et le 2e de J3 League 2018 participent à la compétition.
| Club                      | Dernière montée | Ville      | Classement 2018 | Entraîneur          | Depuis | Stade                          | Capacité | Nombre de saisons |
| ------------------------- | --------------- | ---------- | --------------- | ------------------- | ------ | ------------------------------ | -------- | ----------------- |
| Kashiwa Reysol            | 2019            | Kashiwa    | 17e             | Nelsinho Baptista   | 2019   | Hitachi Kashiwa Soccer Stadium | 15 349   | 3                 |
| V-Varen Nagasaki          | 2019            | Nagasaki   | 18e             | Makoto Teguramori   | 2019   | Nagasaki Athletic Stadium      | 20 246   | 6                 |
| Yokohama FC               | 2008            | Yokohama   | 3e              | Takahiro Shimotaira | 2019   | Nippatsu Mitsuzawa Stadium     | 15 046   | 17                |
| FC Machida Zelvia         | 2016            | Machida    | 4e              | Naoki Soma          | 2014   | Machida Stadium                | 8 000    | 5                 |
| Omiya Ardija              | 2018            | Saitama    | 5e              | Takuya Takagi       | 2019   | Stade du parc Omiya            | 15 500   | 9                 |
| Tokyo Verdy               | 2009            | Tokyo      | 6e              | Hideki Nagai        | 2019   | Stade Ajinomoto                | 50 000   | 12                |
| Avispa Fukuoka            | 2017            | Fukuoka    | 7e              | Kiyokazu Kudo       | 2019   | Level5 Stadium                 | 22 563   | 14                |
| Renofa Yamaguchi FC       | 2016            | Yamaguchi  | 8e              | Masahiro Shimoda    | 2018   | Ishin Me-Life Stadium          | 15 115   | 4                 |
| Ventforet Kōfu            | 2018            | Kōfu       | 9e              | Akira Ito           | 2019   | Kose Sports Park Stadium       | 17 000   | 12                |
| Mito HollyHock            | 2000            | Mito       | 10e             | Shigetoshi Hasebe   | 2018   | Stade Mito                     | 12 000   | 19                |
| Tokushima Vortis          | 2015            | Tokushima  | 11e             | Ricardo Rodríguez   | 2016   | Pocarisweat Stadium            | 17 924   | 13                |
| Montedio Yamagata         | 2016            | Yamagata   | 12e             | Takashi Kiyama      | 2017   | Stade du parc Yamagata         | 20 315   | 17                |
| Zweigen Kanazawa          | 2015            | Kanazawa   | 13e             | Masaaki Yanagishita | 2017   | Ishikawa Athletics Stadium     | 20 261   | 5                 |
| JEF United Ichihara Chiba | 2010            | Ichihara   | 14e             | Atsuhiko Ejiri      | 2019   | Fukuda Denshi Arena            | 19 781   | 10                |
| Fagiano Okayama           | 2009            | Okayama    | 15e             | Kenji Arima         | 2019   | City Light Stadium             | 20 000   | 10                |
| Albirex Niigata           | 2018            | Niigata    | 16e             | Kazuaki Yoshinaga   | 2019   | Stade Denka                    | 42 300   | 7                 |
| Tochigi SC                | 2018            | Utsunomiya | 17e             | Kazuaki Tasaka      | 2019   | Tochigi Green Stadium          | 18 025   | 8                 |
| Ehime FC                  | 2006            | Matsuyama  | 18e             | Kenta Kawai         | 2018   | Ningineer Stadium              | 20 000   | 13                |
| Kyoto Sanga FC            | 2011            | Kyoto      | 19e             | Ichizo Nakata       | 2019   | Nishikyogoku Athletic Stadium  | 20 588   | 13                |
| FC Gifu                   | 2008            | Gifu       | 20e             | Makoto Kitano       | 2019   | Gifu Nagaragawa Stadium        | 26 109   | 11                |
| FC Ryukyu                 | 2019            | Okinawa    | 1er             | Yasuhiro Higuchi    | 2019   | Tapic Kenso Hiyagon Stadium    | 25 000   | 1                 |
| Kagoshima United          | 2019            | Kagoshima  | 2e              | Kim Jong-song       | 2019   | Shiranami Stadium              | 19 934   | 1                 |

- Relégué de la J1 League 2018
- Promu de la J3 League 2018

### Localisation des clubs
| \| Clubs du Grand Tokyo · Mito HollyHock (Ibaraki) · Yokohama FC (Kanagawa) · Tokyo Verdy (Tokyo) · JEF United Ichihara Chiba (Chiba) · FC Machida Zelvia (Tokyo) · Ventforet Kōfu (Yamanashi) · Omiya Ardija (Saitama) · Tochigi SC (Saitama) · Kashiwa Reysol (Chiba) Grand Tokyo Nagasaki Ehime FC Albirex Niigata Kyoto Sanga FC Avispa Montedio Yamagata Renofa FC Ryukyu Kagoshima United FC Gifu Tokushima Vortis Fagiano Okayama Zweigen Kanazawa \| Localisation des clubs engagés dans le championnat. |
| Clubs du Grand Tokyo · Mito HollyHock (Ibaraki) · Yokohama FC (Kanagawa) · Tokyo Verdy (Tokyo) · JEF United Ichihara Chiba (Chiba) · FC Machida Zelvia (Tokyo) · Ventforet Kōfu (Yamanashi) · Omiya Ardija (Saitama) · Tochigi SC (Saitama) · Kashiwa Reysol (Chiba) Grand Tokyo Nagasaki Ehime FC Albirex Niigata Kyoto Sanga FC Avispa Montedio Yamagata Renofa FC Ryukyu Kagoshima United FC Gifu Tokushima Vortis Fagiano Okayama Zweigen Kanazawa                                                           |

| Clubs du Grand Tokyo · Mito HollyHock (Ibaraki) · Yokohama FC (Kanagawa) · Tokyo Verdy (Tokyo) · JEF United Ichihara Chiba (Chiba) · FC Machida Zelvia (Tokyo) · Ventforet Kōfu (Yamanashi) · Omiya Ardija (Saitama) · Tochigi SC (Saitama) · Kashiwa Reysol (Chiba) Grand Tokyo Nagasaki Ehime FC Albirex Niigata Kyoto Sanga FC Avispa Montedio Yamagata Renofa FC Ryukyu Kagoshima United FC Gifu Tokushima Vortis Fagiano Okayama Zweigen Kanazawa |

## Compétition

### Classement
Source : CLASSEMENT J.LEAGUE DIVISION 2 2019 sur transfermarkt.fr
| Rang | Équipe                    | Pts | J  | G  | N  | P  | Bp | Bc | Diff |
| ---- | ------------------------- | --- | -- | -- | -- | -- | -- | -- | ---- |
| 1    | Kashiwa Reysol R          | 84  | 42 | 25 | 9  | 8  | 85 | 33 | +52  |
| 2    | Yokohama FC               | 79  | 42 | 23 | 10 | 9  | 66 | 40 | +26  |
| 3    | Omiya Ardija              | 75  | 42 | 20 | 15 | 7  | 62 | 40 | +22  |
| 4    | Tokushima Vortis          | 73  | 42 | 21 | 10 | 11 | 67 | 45 | +22  |
| 5    | Ventforet Kōfu            | 71  | 42 | 20 | 11 | 11 | 64 | 40 | +24  |
| 6    | Montedio Yamagata         | 70  | 42 | 20 | 10 | 12 | 59 | 40 | +19  |
| 7    | Mito HollyHock            | 70  | 42 | 19 | 13 | 10 | 56 | 37 | +19  |
| 8    | Kyoto Sanga FC            | 68  | 42 | 19 | 11 | 12 | 59 | 56 | +3   |
| 9    | Fagiano Okayama           | 65  | 42 | 18 | 11 | 13 | 49 | 47 | +2   |
| 10   | Albirex Niigata           | 62  | 42 | 17 | 11 | 14 | 71 | 52 | +19  |
| 11   | Zweigen Kanazawa          | 61  | 42 | 15 | 16 | 11 | 58 | 46 | +12  |
| 12   | V-Varen Nagasaki R        | 56  | 42 | 17 | 5  | 20 | 57 | 61 | -4   |
| 13   | Tokyo Verdy               | 55  | 42 | 14 | 13 | 15 | 59 | 59 | 0    |
| 14   | FC Ryukyu P               | 49  | 42 | 13 | 10 | 19 | 57 | 80 | -23  |
| 15   | Renofa Yamaguchi FC       | 47  | 42 | 13 | 8  | 21 | 54 | 70 | -16  |
| 16   | Avispa Fukuoka            | 44  | 42 | 12 | 8  | 22 | 39 | 62 | -23  |
| 17   | JEF United Ichihara Chiba | 43  | 42 | 10 | 13 | 19 | 46 | 64 | -18  |
| 18   | FC Machida Zelvia         | 43  | 42 | 9  | 16 | 17 | 36 | 59 | -23  |
| 19   | Ehime FC                  | 42  | 42 | 12 | 6  | 24 | 46 | 62 | -16  |
| 20   | Tochigi SC                | 40  | 42 | 8  | 16 | 18 | 33 | 53 | -20  |
| 21   | Kagoshima United P        | 40  | 42 | 11 | 7  | 24 | 41 | 73 | -32  |
| 22   | FC Gifu                   | 30  | 42 | 7  | 9  | 26 | 33 | 78 | -45  |

|  | Promu en J1 League 2020                                   |
|  | Barrages de promotion en J1 League                        |
|  | Barrages de relégation en J3 League                       |
|  | Relégué en J3 League 2020                                 |
|  | P : Promu de J3 League 2018 R : Relégué de J1 League 2018 |

## Barrage promotion
Un 1er tour oppose le 4e contre le 5e et le 3e contre le 6e. Les deux vainqueurs s'affrontent lors d'un 2e tour et une finale contre le 16e dont le vainqueur de cette confrontation se maintient ou monte en J.League 2020.

### 1ertour
| 1er décembre 2019 | Tokushima Vortis | 1 - 1   | Ventforet Kōfu                                                              | Pocarisweat Stadium, Naruto                     |                                                 |
| 5h05              | Buijs 37e        | (1 - 1) | 39e Utaka                                                                   | Spectateurs : 8 418 Arbitrage : Akihiko Ikeuchi | Spectateurs : 8 418 Arbitrage : Akihiko Ikeuchi |
| 5h05              |                  | Rapport | 21e, 47e Allano · 35e Arai · 59e Kanazono · 69e Dudu · 76e Sato · 89e Ogura | Spectateurs : 8 418 Arbitrage : Akihiko Ikeuchi | Spectateurs : 8 418 Arbitrage : Akihiko Ikeuchi |

| 1er décembre 2019 | Omiya Ardija             | 0 - 2   | Montedio Yamagata                   | Stade du parc Omiya, Saitama                     |                                                  |
| 5h05              |                          | (0 - 0) | 73e (csc) Shinozuka · 82e Yamagishi | Spectateurs : 10 942 Arbitrage : Ryosuke Yamaoka | Spectateurs : 10 942 Arbitrage : Ryosuke Yamaoka |
| 5h05              | Simović 42e · Juanma 76e | Rapport |                                     | Spectateurs : 10 942 Arbitrage : Ryosuke Yamaoka | Spectateurs : 10 942 Arbitrage : Ryosuke Yamaoka |

### 2etour
| 8 décembre 2019 | Tokushima Vortis                     | 1 - 0   | Montedio Yamagata | Pocarisweat Stadium, Naruto                         |                                                     |
| 5h05            | Kawata 53e                           | (0 - 0) |                   | Spectateurs : 10 376 Arbitrage : Nobutsugu Murakami | Spectateurs : 10 376 Arbitrage : Nobutsugu Murakami |
| 5h05            | Kawata 26e · Nomura 43e · Suzuki 90e | Rapport | 90+4e Kumamoto    | Spectateurs : 10 376 Arbitrage : Nobutsugu Murakami | Spectateurs : 10 376 Arbitrage : Nobutsugu Murakami |

### Final
| 14 décembre 2019 | Shonan Bellmare | 1 - 1   | Tokushima Vortis | Hiratsuka Stadium, Hiratsuka                    |                                                 |
| 5h00             | Matsuda 64e     | (0 - 1) | 20e Suzuki       | Spectateurs : 13 814 Arbitrage : Masaaki Iemoto | Spectateurs : 13 814 Arbitrage : Masaaki Iemoto |
| 5h00             | Rapport         |         |                  | Spectateurs : 13 814 Arbitrage : Masaaki Iemoto | Spectateurs : 13 814 Arbitrage : Masaaki Iemoto |

## Statistiques

### Meilleurs buteurs
|                    | Buteur          | Club                      | Buts | MJ |
| ------------------ | --------------- | ------------------------- | ---- | -- |
| Médaille d'or      | Leonardo        | Albirex Niigata           | 28   | 38 |
| Médaille d'argent  | Michael Olunga  | Kashiwa Reysol            | 27   | 30 |
| Médaille de bronze | Hiroto Goya     | V-Varen Nagasaki          | 22   | 36 |
| 4                  | Peter Utaka     | Ventforet Kōfu            | 20   | 40 |
| 5                  | Cristiano       | Kashiwa Reysol            | 19   | 39 |
| 6                  | Lee Yong-jae    | Fagiano Okayama           | 18   | 42 |
| 7                  | Ibba Laajab     | Yokohama FC               | 18   | 36 |
| 8                  | Kléber          | JEF United Ichihara Chiba | 17   | 38 |
| 9                  | Kazunari Ichimi | Kyoto Sanga FC            | 17   | 36 |
| 10                 | Junki Koike     | Tokyo Verdy               | 16   | 40 |